# Соскэ Айдзэн
Соскэ Айдзэн (яп. 藍染 惣右介 Айдзэн Со̄сўкэ) — персонаж аниме и манги «Блич», созданный Тайто Кубо. Является проводником душ и капитаном пятого отряда проводников, а также одним из ключевых персонажей «Блич». Он изображен как мягкий и вежливый интеллектуал, часто улыбается.
И в аниме, и в видеоиграх, и в Bleach Beat Collection Айдзэна озвучивает сэйю Хаями Сё.

## Прошлое
О прошлом Айдзэна достоверно известен только тот факт, что большую часть времени он занимал разнообразные посты в пятом отряде проводников душ,. В то время, когда Айдзэн стал лейтенантом, он познакомился с Канамэ Тосэном и склонил его на свою сторону. Тогда же он заметил Ичимару Гина, а, став капитаном пятого отряда, сделал его своим лейтенантом и правой рукой. Позднее Тосэн и Гин стали капитанами 9 и 3 отрядов соответственно, но сохранили верность Айдзэну.
На определённом этапе он заинтересовался в Хинамори Момо, Кире Идзуру и Рэндзи Абараи, приняв их под своё командование.

## Описание персонажа
Впервые Айдзэн появляется как добрый и сострадательный капитан, любимый своими подчиненными. Лейтенант Момо Хинамори восхищалась Айдзэном, а капитан Хицугая Тосиро даже пригласил его на празднование своего дня рождения.
Айдзэн говорил Рэндзи Абараю, что считает смертную казнь слишком суровым наказанием за преступление Рукии.
В действительности чужая жизнь мало заботит Айдзэна. По его собственным словам, он не связан моральными принципами и поэтому стремится достигнуть своих целей любой ценой, включая убийство и использование других людей в собственных интересах. Именно так Айдзэн управляет подчинёнными. Улькиорра Сифер объяснял Орихимэ Иноуэ, что все арранкары нужны лишь для удовлетворения амбиций Айдзэна, арранкар Айсрингер (Iceringer) говорил, что пустые рождены из страха и отчаяния, поэтому следуют за Айдзэном, который ничего не боится и восхищает их. Айдзэн холоден и расчетлив до такой степени, что производит впечатление психопата.
Цель Айдзэна — свергнуть короля Сообщества душ, для чего необходим королевский ключ (яп. 王鍵 окэн), открывающий портал в измерение, где расположена королевская резиденция. Местонахождение ключа известно только генералу Ямамото, однако, Айдзэн узнал, как изначально был создан ключ, поэтому хочет сделать дубликат. Для этих целей ему нужно собрать 100 тыс. душ из города Каракура, в котором необычно высокая концентрация частиц духовной энергии.

Слева направо: Гин Ичимару, Канамэ Тосэн и Соскэ Айдзэн в качестве лидера арранкаров. Иллюстрация Тайто Кубо из второго руководства по персонажам Bleach Official Character Book 2 MASKED, изданного в 2010 году.

Когда Айдзэн отбывает в Уэко Мундо, он снимает очки и проводит рукой по волосам, убирая челку; по-видимому, он в очередной раз подчеркивает свою фразу о том, что «Айдзэн, которого вы знали, никогда не существовал в действительности». Он также говорит, что ещё никто не становился на вершину мира, даже Бог, а Айдзэну по плечу занять вакантное место на мировом троне: «С этого момента я встану на небесах».
Позднее в Уэко Мундо он меняет обычную одежду капитанов Готэй 13 на одежду, напоминающую костюм арранкаров, а также сидит на высоком троне.
После последнего сражения с ним Ичиго заявляет, что Айдзэн, с самого детства наделённый исключительной силой, страдал от одиночества, и именно невозможность найти равного себе послужила началом его попыток стать Богом. Также, по мнению Ичиго, самым сокровенным желанием Айдзэна было не всемогущество, а желание стать самым обычным синигами.

## Боевые навыки и биография в свете событий манги
Айдзэн, вероятно, наиболее сильный капитан после Ямамото. По его утверждению, он максимально развил все ключевые области применения духовной энергии: владение мечом, рукопашный бой, «теневые шаги» (яп. 瞬歩 сюмпо, shunpo) и кидо́ (яп. 鬼道, «искусство демонов», букв. «путь демона»), следовательно, получить ещё большую силу можно только одним путём — получив способности пустых.
Айдзэн может уничтожить пустого одной рукой, не обнажая меч; одним пальцем он остановил прямой удар Ичиго Куросаки в состоянии банкая; одолел несколько капитанов одновременно. Количество духовной силы у него превышает капитанский уровень как минимум в два раза, о чём Айдзэн упоминает, когда создает Вандервайса Маргеру. Одним давлением духовной энергии он ставит Гриммджо Джагерджака на колени.
Дзампакто Кёка Суйгэцу (яп. 鏡花水月, «цветы в зеркале, луна на воде», «видимое, но не реальное»), высвобождающийся по команде «Расщипись» (яп. 砕けろ кудакэро), творит иллюзии. Он контролирует все органы чувств и способен показать противнику различный размер, форму, вес, ощущение и запах любого объекта в зависимости от ситуации. Само название меча дословно переводится как «Цветок в зеркале, луна на воде» — это китайская идиома (чэнъюй), говорящая об иллюзиях, о прекрасных, но недостижимых мечтах. Цветок отражается в зеркале, а луна — в воде, что можно увидеть, но нельзя потрогать, то есть человек видит и желает некие предметы или явления, которые нельзя так просто ухватить руками. Мораль данной чэнъюй учит людей избегать искушений.
После того, как Унохана Рэцу и Котэцу Исанэ видят сикай Айдзэна, то Исанэ удивляется, так как сам Айдзен продемонстрировал всем ранее свойства своего дзампакто — он считался мечом стихии воды, использующим отражения в тумане и на воде, чтобы запутать противника. Тогда же Унохана Рэцу поясняет, что это был всего лишь сеанс гипноза.
Каждый, кто видит Кёка Суйгэцу, попадает под действие «Абсолютного гипноза» (яп. 完全催眠 кандзэн саймин), и начинает видеть то, что захочет Айзен. По словам Айдзэна, сломать чары невозможно, даже если противник сознаёт своё состояние. Единственный способ спастись — никогда не видеть сикай Кёка Суйгэцу, потому Канамэ Тосэн (слепой) не подвержен гипнозу. Тем не менее, создаваемые внушения несовершенны. Существует ещё один способ спастись от воздействия Кёка Суйгэцу — прикоснуться к лезвию меча до того, как гипноз вступит в силу.
В бою Айдзэн может создавать простые иллюзии, чтобы быстро расправляться с противниками, в частности, создавая собственную копию, которую и атакует враг. Во время короткого боя с Комамурой, тот атаковал банкаем иллюзию Айзена, в то время как сам Айдзэн подошёл на расстояние пары шагов и использовал хадо № 90 «Чёрная гробница» (яп. 黒棺 курохицуги). В бою возле Каракуры он применил свою способность с целью выдать Хинамори Момо за себя. Сам он в это время принял её облик (поменявшись с ней местами).
В 396 главе манги мы узнаем что Айдзэн вживил в себя Хогёку. Это даёт ему очень быструю регенерацию, поскольку Хогёку стремится защитить своего хозяина; например, спустя несколько минут после того, как Айдзэн попал под удар хадо № 96, на нём не осталось ни царапины. После этого, Айдзэн начал сливаться с Хогёку, превращаясь в полный гибрид пустого и проводника душ — существо, полностью покрытое белой костью и невосприимчивое даже к кидо разрушения девяностого уровня. После этого перевоплощения Иссин Куросаки перестал ощущать его реяцу. Как позже выяснилось этот костяной покров был чем то вроде кокона на время «Инкубационного периода», по окончании которого часть покрова что закрывала лицо рассыпалась сама, показав что у Айдзэна теперь длинные волосы, а склера приобрела фиолетовый цвет. Также, после неудачной кражи Хогёку у Айдзэна появляется некое подобие крыльев и в глазах пропадает зрачок.
Позже, во время боя с Ичиго, происходит ещё один этап трансформации, на котором Айдзэн уже мало похож на человека, однако Ичиго удается одолеть эту форму с помощью Мугецу. Тем не менее, Айдзэн восстанавливается, и, видя потерю Ичиго всех его сил, заявляет о победе, однако в этот момент начинает действовать кидо, наложенное Урахарой. Айдзэн теряет власть над Хогёку, что Урахара объясняет нежеланием Хогёку служить ему, и при этом оказывается успешно запечатанным Урахарой. Некоторое время спустя выясняется, что Айдзэн бессмертен, и поэтому Совет 46 приговаривает его как минимум к 18 800 лет тюремного заключения в глубочайшей из подземных камер Общества Душ.
Во время битвы с Яхве, капитан первого отряда и Главнокомандующий Готэя 13 Сюнсуй Кёраку принимает решение освободить Айдзэна из заточения, чтобы тот помог синигами в решающей схватке.

## Отзывы и критика
Сайт IGN отметил, что поворот сюжета в истории касательно правды о Айдзэне был «увлекательным и интересным», но вместе с тем подверг его критике, заявив, что мощность его дзампакто была «надуманной» и несбалансированной; Айдзэн не имел никаких недостатков, и его предательство было «слишком спланированным, чтобы быть правдоподобным». Несмотря на это, изменения в настроении, сопровождающие превращение Айдзэна в злодея, были также отмечены; IGN похвалил работу аниматоров за «придание его лицу истинно злодейского вида» без изменения чего-либо в его анимации как таковой, заявив, что «Айдзэн, которого мы сначала знали как самого красивого парня, однако, выглядит так, что теперь этот Айдзэн на самом деле смотрится как самый злой унитаз, который мы когда-либо видели». Карл Кимлингер из Anime News Network указывал, что превращение Айдзэна в антагониста является «жестоко непредсказуемым». Он также отмечал, что насилие в этой части обескураживает, но в то же время обусловлено, похвалив большое количество открытий. Айдзэн был дополнительно отмечен за его замечательное развитие в начале своего пути как злодея комментарием Кимлингера: «Если бы только все великие злодеи были настолько захватывающими». Терон Мартин с того же сайта отметил, что эта сцена заслуживает звания «самого большого момента вида „Я полный ублюдок“ в истории аниме». Брюс Коултер из Mania Entertainment отметил, что такой эпизод «заставляет вас [зрителей] ненавидеть Айдзэна» из-за того, как он управлял действиями персонажей в предыдущих эпизодах, и того, как он теперь легко побеждает большинство из них. Кайл Эбер, актёр, озвучивающий Айдзэна в англоязычной версии, описывает Айдзэна как «таинственного, спокойного, крутого персонажа», создающего впечатление вроде «Откуда взялся этот парень?».